# Heinrich Geidel
Heinrich Geidel (* 6. August 1929 in Leipzig; † 12. Januar 2021 in Dresden) war ein deutscher Internist und Medizinpublizist.

## Werdegang
Heinrich Geidel war nach dem Abitur am Martin-Luther-Gymnasium in Eisenach zunächst von 1948 bis 1950 im Krankenhaus Ruhla als Hilfspfleger tätig. Von 1950 bis 1955 studierte er in Jena Medizin und erhielt 1957 die Approbation. 1960 wurde er während der Weiterbildung zum Internisten in Jena zum Dr. med. promoviert.
Von 1961 bis zu seiner Pensionierung im Jahr 1994 war Heinrich Geidel an der 1. Medizinischen Klinik des Bezirkskrankenhauses Dresden-Friedrichstadt als Internist mit der Spezialisierung Rheumatologie tätig – ab 1965 als Oberarzt unter Albrecht Beickert, in dessen Nachfolge als Kommissarischer Klinikleiter ab 1974 und als Chefarzt ab 1976.
1980 erfolgte die Habilitation für Innere Medizin an der Medizinischen Akademie Carl-Gustav-Carus in Dresden.
Nach Erteilen der Lehrbefugnis war Geidel ab 1983 als Honorardozent an der Akademie für Ärztliche Fortbildung der DDR tätig.
Die Ernennung zum außerordentlichen Professor an der Medizinischen Fakultät der Technischen Universität Dresden erfolgte wegen seiner strikten Ablehnung, in die SED einzutreten, erst 1994 kurz vor seiner Pensionierung als Chefarzt.
Geidel gehörte mit zu den Begründern der Sächsischen Landesärztekammer. Von 1990 bis 1997 war er dort Vorstandsmitglied und von 1991 bis 1997 Gründungsvorsitzender der Akademie für ärztliche Fortbildung Sachsen. Von 1991 bis 1995 war er Mitglied des Senats für ärztliche Fortbildung der Bundesärztekammer.
Heinrich Geidel war von 1995 bis 2012 einer der Schriftleiter der Zeitschrift für Evidenz, Fortbildung und Qualität im Gesundheitswesen (ZEFQ) und wesentlich daran beteiligt, das Journal zum Leitmedium für Evidenzbasierte Medizin, Qualitätssicherung in der Medizin und Patientensicherheit im deutschen Sprachraum zu entwickeln. Von 2000 bis 2015 war er in diesem Rahmen für die Serie "Vor 100 Jahren" verantwortlich. In 100 Artikeln werden medizinische und gesundheitspolitische Entwicklungen der ersten Jahre des 20. Jahrhunderts unter Berücksichtigung des modernen Wissens eingeordnet. Noch 2020 hat er zur Geschichte der Rheumatologie, konkret zu den Rheuma-Dispensaires in der DDR publiziert.

## Auszeichnungen (Auswahl)
- 1994: Ernst-von-Bergmann-Plakette der Bundesärztekammer

## Veröffentlichungen (Auswahl)
- Heinrich Geidel: Alltägliches, Bemerkenswertes, Amüsantes. Aus dem ärztlichen Leben im Klinikum Dresden-Friedrichstadt 1961–1994. Jena Verlag Vopelius 2014, ISBN 978-3-939718-82-6